# トロイ・ベイカー
トロイ・ベイカー（Troy Baker、1976年4月1日 - ）は、アメリカ合衆国の俳優、声優。

## 人物
俳優・声優になる前はロックミュージシャンをしていた。
サイレントヒル2(HD版)ではジェイムス・サンダーランドの声を当てたほか、シリーズの劇中音楽を演奏するバンドのベーシストも務めている。
また、サイレントヒルシリーズに携わった音楽家山岡晃と親交があり、山岡がサウンドディレクターとして携わった「シャドウ オブ ザ ダムド」のイベントでは、山岡らとともに「Grasshopper DeManufacture」という期間限定ユニットの一員としてイベントに参加した。

## 主な出演作品

### テレビアニメ
| 年      | 邦題                               | 原題                    | 役           |
| ------- | ---------------------------------- | ----------------------- | ------------ |
| 2012-17 | アルティメット・スパイダーマン     | Ultimate Spider-Man     | ホークアイ   |
| 2013-19 | アベンジャーズ・アッセンブル       | Avengers Assemble       |              |
| 2014    | ぼくはクラレンス!                  | Clarence                |              |
| 2016    | ガーディアンズ・オブ・ギャラクシー | Guardians of the Galaxy |              |
| 2017-18 | マーベル スパイダーマン            | Spider-Man              |              |
| 2019    | カルメン・サンディエゴ             | Carmen Sandiego         |              |
| 2019-22 | ふしぎの国 アンフィビア            | Amphibia                | グライム隊長 |
| 2019    | アメリカン・ダッド                 | American Dad!           |              |
| 2021    | ファミリー・ガイ                   | Family Guy              |              |
| 2021    | リック・アンド・モーティ           | Rick and Morty          |              |
| 2019-22 | ラブ、デス&ロボット                | Love, Death & Robots    |              |

### 日本のアニメ
| 年      | 題名                             | 英題                             | 役                   |
| ------- | -------------------------------- | -------------------------------- | -------------------- |
| 2005    | グラップラー刃牙                 | Baki the Grappler                |                      |
| 2006    | バジリスク 〜甲賀忍法帖〜        | Basilisk: The Kōga Ninja Scrolls | 甲賀弦之介           |
| 2006    | トリニティ・ブラッド             | Trinity Blood                    | アベル・ナイトロード |
| 2008    | NARUTO -ナルト-                  | Naruto                           |                      |
| 2008–10 | ONE PIECE                        | One Piece                        |                      |
| 2009-14 | NARUTO -ナルト- 疾風伝           | Naruto: Shippuden                |                      |
| 2010    | ソウルイーター                   | Soul Eater                       | エクスカリバー       |
| 2010    | 東のエデン                       | Eden of the East                 |                      |
| 2010-13 | スティッチ!                      | Stitch!                          |                      |
| 2011    | 鋼の錬金術師 FULLMETAL ALCHEMIST | Fullmetal Alchemist: Brotherhood |                      |
| 2011    | 結界師                           | Kekkaishi                        |                      |
| 2011    | Persona4 the ANIMATION           | Persona 4: The Animation         | 巽完二               |

### 映画
| 年   | 邦題                                              | 英題                                | 役                 |
| ---- | ------------------------------------------------- | ----------------------------------- | ------------------ |
| 2008 | スカイ・クロラ The Sky Crawlers                   | The Sky Crawlers                    |                    |
| 2012 | テイルズ オブ ヴェスペリア 〜 The First Strike 〜 | Tales of Vesperia: The First Strike | ユーリ・ローウェル |
| 2014 | バットマン:アサルト・オン・アーカム               | Batman: Assault on Arkham           |                    |

### テレビドラマ
| 年   | 邦題           | 英題           | 役         |
| ---- | -------------- | -------------- | ---------- |
| 2023 | The Last of Us | The Last of Us | ジェームズ |

### ゲーム
- インファマス セカンドサン（デルシン・ロウ）
- ゴッド・オブ・ウォー アセンション（オルコス）
- レッドファクション:ゲリラ（アレック・メイソン）
- セインツロウ・ザ・サード（ボス(男性1)）
- セインツロウⅣ（ボス(男性1)）
- シャドウ・オブ・モルドール（タリオン）
- バットマン アーカム・シティ（トゥーフェイス、ロビン/ティム・ドレイク 他)
- バットマン アーカム・ナイト（トゥーフェイス、アーカム・ナイト、ジェイソン・トッド）
- バットマン アーカム・ビギンズ（ジョーカー）
- バイオショック インフィニット（ブッカー・デュイット）
- バイオハザード6（ジェイク・ミューラー）
- アルティメット マーヴル VS. カプコン3（ノヴァ）
- サイレントヒル2（ジェイムス・サンダーランド）※HD版のみ
- ラスト オブ アス（ジョエル）
- メタルギアソリッドV グラウンド・ゼロズ/ファントムペイン（オセロット）
- ファークライ4（パガン・ミン）
- コール オブ デューティ モダン・ウォーフェア2（ジョセフ・アレン）
- コール オブ デューティ アドバンスド・ウォーフェア（ジャック・ミッチェル）
- アンチャーテッド 海賊王と最後の秘宝（サム・ドレイク）
- デス・ストランディング （ヒッグス）

### 日本のゲーム
- 魔界戦記ディスガイア4（ヴァルバトーゼ）
- キャサリン（ヴィンセント・ブルックス）
- GUILTY GEAR 2 OVERTURE（ソル・バッドガイ）
- 戦国BASARA（石田三成）
- 戦国無双3（服部半蔵）
- テイルズ オブ ヴェスペリア（ユーリ・ローウェル）
- デッド オア アライブ5（リュウ・ハヤブサ）
- FRAGILE 〜さよなら月の廃墟〜（シン）
- ファイナルファンタジーXIII（スノウ・ヴィリアース）
- ファイナルファンタジーXIII-2（スノウ・ヴィリアース）
- ペルソナ4（巽完二）
- ペルソナ4 ザ・ゴールデン（巽完二）
- ペルソナ4 ジ・アルティメット イン マヨナカアリーナ（巽完二）